# Wer sich selbst erhöhet, der soll erniedriget werden
Wer sich selbst erhöhet, der soll erniedriget werden (Quiconque s’élève sera abaissé) (BWV 47) est une cantate religieuse de Johann Sebastian Bach composée à Leipzig en 1726.

## Histoire et livret
Bach écrivit cette cantate durant sa quatrième année à Leipzig pour le dix-septième dimanche après la Trinité. Pour cette destination liturgique, deux autres cantates ont franchi le seuil de la postérité : les BWV 114 et 148. Elle a été jouée pour la première fois le 13 octobre 1726 puis dans la période 1735-1740, et une dernière fois vers 1742.
Le texte reprend Luc 11 & 18: 14 (premier mouvement), Eph. 4:1–6 et des poèmes de Johann Friedrich Helbig (mouvements 2 à 4). Ce Johann Friedrich Helbig (1680–1722) était un poète de cour à la cour ducale de Saxe-Eisenach depuis 1718. Il publia un cycle annuel de cantates en 1720, « Aufmunterung der Andacht » (Encouragement à la dévotion) qui comprenait cette cantate. Helbig prend la dernière ligne de l'Évangile pour point de départ. Le choral final est la onzième et dernière strophe de Warum betrübst du dich, mein Herz.

## Structure et instrumentation
La cantate est écrite pour deux hautbois, deux violons, orgue obligé, alto et basse continue, avec deux voix solistes (soprano, basse) et chœur à quatre voix.
Il y a cinq mouvements :
1. chœur : Wer sich selbst erhöhet, der soll erniedriget werden
2. aria (soprano) : Wer ein wahrer Christ will heißen
3. récitatif (basse) : Der Mensch ist Kot, Stank, Asch und Erde
4. aria (basse) : Jesu, beuge, doch meine Herze
5. choral : Der zeitlichen Ehrn will ich gern entbehrn

## Musique
Le chœur d'ouverture est le plus élaboré des cinq mouvements. Bach utilisa des éléments de son prélude pour orgue en do mineur (BWV 546) transposés en sol mineur pour la longue ritournelle. Les hautbois jouent un motif ascendant en marches harmoniques qui devient un thème vocal de fugue, illustrant la fière assurance de la première moitié du texte de l'Évangile tandis qu'un contre sujet se dirige dans la direction opposée pour illustrer l'humiliation. La fugue se conclut par un « résumé » en homophonie. Cette séquence de fugue/résumé est répétée. Finalement, toute la ritournelle est répétée comme un da capo mais cette fois-ci avec les voix additionnelles, exposant une fois encore le texte complet en homophonie,.
L'aria de soprano était originellement accompagnée par un orgue obligé comme le fut l'aria Ich geh und suche mit Verlangen, (BWV 49), trois semaines plus tard, mais dans une représentation ultérieure, Bach attribua la partie obligée à un violon. L'aria da capo dépeint l'humilité dans la première section, la fierté dans la section centrale en un âpre rythme de la voix et de l'obbligato tandis que le continuo joue le thème de la première section afin de maintenir l'unité du mouvement. John Eliot Gardiner parle d'« accords brisés durs et tenaces » pour illustrer l'arrogance. Le seul récitatif, accompagné des cordes, se trouve être le mouvement central. Gardiner observe que « la partition autographe de Bach montre, par exemple, comment il a intensifié le rythme du mot « Teufelsbrut » pour rendre son impact plus abrupt et brutal ». La deuxième aria est en trois parties mais sans da capo vocal. Le hautbois et le violon sont partenaires égaux à la voix de basse dans une prière d'humilité. Le choral finalest disposé pour quatre voix dans la plus complète humilité.

## Source
- (en) Cet article est partiellement ou en totalité issu de l’article de Wikipédia en anglais intitulé « Wer sich selbst erhöhet, der soll erniedriget werden, BWV 47 » (voir la liste des auteurs).